# Tanner Cohen
Tanner Cohen (* 1986) ist ein US-amerikanischer Schauspieler und Sänger.

## Leben

### Karriere

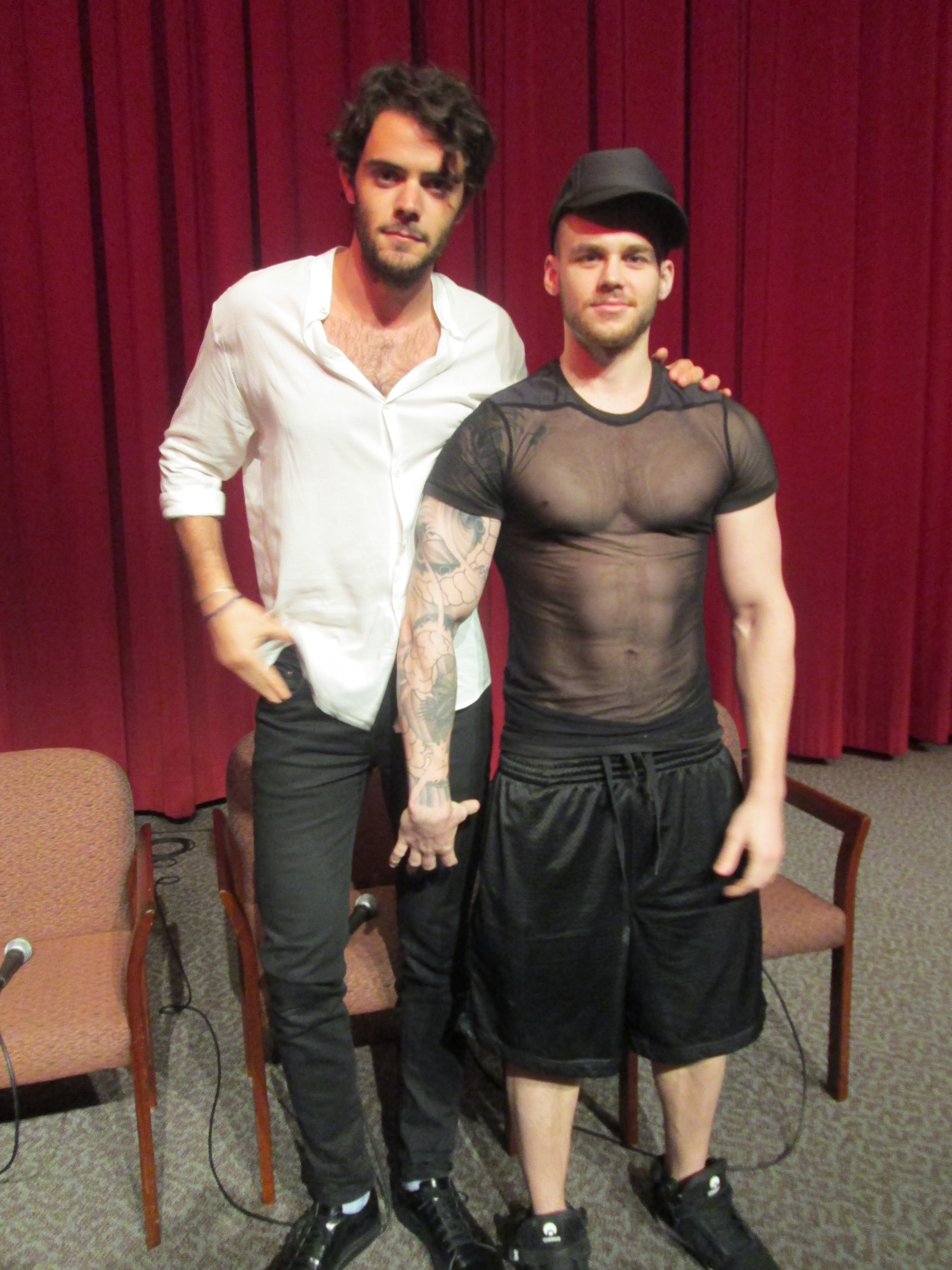
Tanner Cohen mit Matthew Camp vom It Gets Better Project

2006 übernahm er sechs Folgen lang den Part des Tad Becker in der Fernsehserie Jung und Leidenschaftlich – Wie das Leben so spielt. An der Seite von Uma Thurman und Evan Rachel Wood  spielte er in Das Leben vor meinen Augen die Rolle des Nate Witt. 2008 folgte seine erste Hauptrolle: Im auf William Shakespeares Ein Sommernachtstraum basierenden Musical-Film Wäre die Welt mein ist er Darsteller des Timothy. Für die Rolle hatte Cohen ein Jahr lang Gesangsunterricht genommen.
2010 spielte Cohen mit Andy Ridings im Theaterstück Over and Over. Das Werk wurde im Rahmen des New York International Fringe Festival produziert, einem der größten Kunstfestivals Nordamerikas. Es wurde unter anderem im Studio des Cherry Lane Theatre aufgeführt.

### Privatleben
Cohen studierte bis Juni 2009 an der University of California, Los Angeles. Er ist Sänger der Indie-Band The Guts.
Sein Bruder David Oliver Cohen ist ebenfalls Schauspieler.
Der selbst homosexuelle Cohen veröffentlichte 2010 ein Video für das It Gets Better Project.